# Liphistius birmanicus
Liphistius birmanicus is een spinnensoort uit de familie Liphistiidae. De soort komt voor in Myanmar.